# Alfredo il Grande (opera)
Alfredo il Grande è un'opera lirica di Gaetano Donizetti, su libretto di Andrea Leone Tottola.
L'opera venne rappresentata per la prima volta al Teatro San Carlo di Napoli il 2 luglio 1823 con Andrea Nozzari ed Elisabetta Ferron nei ruoli dei protagonisti.
L'opera non ebbe successo e fu rappresentata solo una volta, e persino Donizetti a proposito dell'opera aveva scritto a Johann Simon Mayr:
Dopo 200 anni di oblio, la prima esecuzione in tempi moderni dell'opera avvenne al Teatro Donizetti nell'ambito del festival dedicato al compositore, diretta da Corrado Rovaris e con Antonino Siragusa nel ruolo del titolo.

## Castdella prima assoluta
| Personaggio | Interprete          |
| ----------- | ------------------- |
| Alfredo     | Andrea Nozzari      |
| Amalia      | Elisabetta Ferron   |
| Eduardo     | Giovanni Botticelli |
| Atkins      | Michele Benedetti   |
| Enrichetta  | Teresa Cecconi      |
| Margherita  | Gaetana Gorini      |
| Rivers      | Gaetano Chizzola    |
| Guglielmo   | Antonio Orlandini   |

## Trama
L'opera è ambientata in Inghilterra, sull'isola di Athelney, durante l'invasione danese del IX secolo.
La regina Amalia e il generale Eduardo sono alla ricerca del re d'Inghilterra, Alfredo, che si è nascosto per sfuggire ai danesi; giungono travestiti da contadini nel Somerset dove Guglielmo, un pastore, li ospita nella sua capanna, dove i due si uniscono al re che lì aveva trovato riparo.
I due sono stati però inseguiti dal generale danese Atkins che, mediante un travestimento, costringe Alfredo ad abbandonare il rifugio dicendogli di essere stato scoperto. Usciti da un passaggio sotterraneo sono sorpresi dai danesi, ma i pastori e i contadini guidati da Guglielmo e i soldati di Eduardo giungono appena in tempo per circondare i danesi.
Alfredo, vista però la netta superiorità del suo contingente, lascia andare via i nemici dando loro appuntamento sul campo di battaglia.
I danesi vengono sconfitti rovinosamente ma Atkins con pochi soldati riesce a prendere in ostaggio la regina Amalia, che sarà infine liberata dagli inglesi e potrà così riunirsi ad Alfredo, acclamato come liberatore della patria.

## Struttura musicale[4]
- Sinfonia

### Atto I
- N.1 - Introduzione Vieni, Eduardo: audace (Amalia, Eduardo, Coro, Enrichetta, Margherita, Guglielmo)
- N. 2 - Cavatina di Alfredo Non è di morte il fulmine
- N. 3 - Coro e Terzetto fra Alfredo, Amalia ed Eduardo Il lasso fianco - Oh, bella speranza! (Coro, Enrichetta, Alfredo, Amalia, Eduardo)
- N. 4 - Aria di Atkins La sospirata preda (Atkins, Coro)
- N. 5 - Finale I Deh, mi lascia, o sposa amata (Alfredo, Amalia, Enrichetta, Margherita, Coro, Atkins, Eduardo, Guglielmo)

### Atto II
- N. 6 - Duetto fra Amalia ed Alfredo Questa man, che un dì sull'ara (Amalia, Alfredo, Coro)
- N. 7 - Aria di Enrichetta Quando al pianto, ed all'affanno
- N. 8 - Coro ed Aria di Alfredo All'apparir dell'astro - Che più si tarda? All'armi! (Coro, Alfredo, Guglielmo)
- N. 9 - Quintetto Traditor! Di un ferro ancora... (Amalia, Enrichetta, Atkins, Guglielmo, Eduardo)
- N. 10 - Coro ed Aria Finale di Amalia Viva Alfredo! Il grande! Il prode! - Che potrei dirti, o caro (Coro, Amalia, Alfredo, Eduardo, Guglielmo, Enrichetta, Margherita)

## Discografia
- Opera Rara, 2004. The Young Donizetti contiene la cavatina Non è di morte il fulmine cantata da Bruce Ford. Philharmonia Orchestra, direttore David Parry. ORR 229.
- Opera Rara, 1998.  Della Jones Sings Donizetti contiene Che potrei dirti, o caro? cantata da Della Jones, con Theresa Goble, Ian Platt, Linda Kitchen, Brendan McBride, e David Ashman. Royal Philharmonic Orchestra, direttori Paul McGrath e David Parry.  ORR 203.